# Campiglossa californica
Campiglossa californica är en tvåvingeart som först beskrevs av Gottfried Novak 1974.  Campiglossa californica ingår i släktet Campiglossa och familjen borrflugor. Inga underarter finns listade.